# Бхатта, Лекх Радж
Лекх Радж Бхатта (Lekh Raj Bhatta, непальск. लेखराज भट्ट; род. 24 марта 1960) — непальский политик, ныне принадлежащий к Коммунистической партии Непала (объединённой марксистско-ленинской). Бхатта — бывший член Учредительного собрания Непала от маоистской компартии. Занимал посты министра труда и транспорта в первом кабинете Прачанды и министра промышленности, торговли и снабжения во втором кабинете Оли. Бхатта является секретарём КПН (ОМЛ).

## Биография
Родился 24 марта 1960 года. Его отца звали Дашаратх Бхатт, а мать — Дурга Деви Бхатта.
Политическая жизнь Бхатты началась в 13-летнем возрасте в 1973 году. В 1976 году он стал членом Коммунистической партии Непала (Четвёртого съезда) во главе с Моханом Бикрамом Сингхом. Позже он присоединился к КПН (Масал) и КНП (Центр единства), прежде чем стать стать полноправным членом Коммунистической партии Непала (маоистской) в 1995 году. В 2001 году он стал членом Центрального комитета и Политбюро ЦК КНП (м). Во время вооружённого конфликта маоистских повстанцев и королевских властей был заключён в тюрьму на шесть месяцев.
После окончания гражданской войны на выборах 2008 года в 1-е Учредительное собрание Непала Бхатта был избран депутатом от избирательного округа Кайлали-5, набрав 17 979 голосов. Его ближайший соперник Диргха Радж Бхатта (Непальский конгресс) получил 13 638 голосов, а Хари Шанкар Йоги (КПН-ОМЛ) — 7 597 голосов. На следующих двух выборах вновь избирался депутатом от Кайлали-5 — в 2013 году во 2-е Учредительное собрание и в 2017 году в Палату представителей.
После первых выборов в Учредительное собрание Бхатта был назначен министром труда в первом правительстве, возглавляемом лидером маоистов Пушпой Камалом Дахалом «Прачандой». Затем опекался Министерством торговли и снабжения в правительстве, возглавляемом другим товарищем по партии, доктором Бабурамом Бхаттараи. После слияния КПН (Маоистский центр) с КПН (ОМЛ) стал членом постоянного комитета Непальской коммунистической партии, однако после восстановления двух старых партий в 2021 году вместо маоистской компартии перешёл в КПН (ОМЛ).